# Bernard Germain de Lacépède
Bernard Germain Étienne de Laville-sur-Illon, comte de Lacépède (eller La Cépède) (26. december 1756 i Agen – 6. oktober 1825 i Épinay-sur-Seine) var en fransk naturhistoriker og politiker. 